# Samba (district)
Samba is een district van het Indiase unieterritorium Jammu en Kasjmir. Het district telt 318.898 inwoners (2011) en heeft een oppervlakte van 904 km².
De hoofdplaats van het district heet eveneens Samba. In het zuiden grenst het district aan Pakistan.
Divisie Jammu:
Doda · Jammu · Kathua · Kishtwar · Poonch · Rajouri · Ramban · Reasi · Samba · Udhampur
Divisie Kasjmir:
Anantnag · Badgam · Bandipora · Baramulla · Ganderbal · Kulgam · Kupwara · Pulwama · Shopian · Srinagar